# 青洲總站
青洲總站（葡萄牙語：Est. Ilha Verde / Terminal）位於澳門花地瑪堂區的一個終點站，位於青洲上街。澳巴23、28B路線以本站為總站。澳巴8、8A、27路線停靠本站。

## 歷史
- 2011年6月12日，27路線開設，以本站為總站。[1]

- 2017年7月29日，8、8A改以「工業園街」站為總站。

- 2021年10月16日，27路線總站遷往望廈總站，並以本站為循環點。[2]

- 2024年6月1日，原29路線與10X路線合併為新29路線，取消停靠本站。[3]

## 設施
- 澳巴站長室。

## 各車道安排
| 路線                | 方向                        | 停靠位置     |
| 23路線 28B路線      | 旅遊塔 媽閣（媽閣交通樞紐） | 青洲河邊馬路 |
| 8路線 8A路線 27路線 | 回力 亞馬喇前地 望廈        | 青洲上街     |

## 路線資料

### 終點站路線資料
| 澳巴 | 23  | 青洲 | ↺ 旅遊塔                       | - 跨境工業區 - 鴨涌河 - 青洲大馬路（青洲水廠、聖德蘭學校） - 逸園賽狗場 - 美副將大馬路（市政狗房、望廈山、觀音堂、鮑思高） - 二龍喉公園 - 羅理基（馬六甲街停車場） - 金蓮花廣場及大賽車博物館 - 萬龍酒店及理工大學 - 皇朝（宋玉生廣場、柏嘉街、永利） - 亞馬喇前地 - 南灣（新八佰伴、南灣湖、立法會） |
| 澳巴 | 28B | 青洲 | ↺ 媽閣 輕軌媽閣站 媽閣交通樞紐 | - 鴨涌河 - 青洲大馬路（青洲水廠、聖德蘭學校） - 台山（台山街市、三角花園） - 慕拉士（龍園、望廈、飛通大廈） - 外港碼頭 - 金蓮花廣場及大賽車博物館 - 萬龍酒店及理工大學 - 羅理基（東方拱門、治安警察局） - 南灣（中華廣場、新八佰伴） - 風順堂區（風順堂街、亞婆井前地、港務局大樓）                   |

### 中途站路線資料
| 澳巴 | 8  | 工業園街 | 回力         | - 鴨涌河 - 青洲大馬路（青洲水廠、聖德蘭學校） - 台山街市 - 提督馬路（賈梅士商業中心） - 三盞燈及新橋區 - 塔石體育館 - 水坑尾 - 葡京酒店及總統酒店 - 皇朝（凱旋門、永利、美高梅） - 金沙          |
| 澳巴 | 8A | 工業園街 | ↺ 亞馬喇前地 | - 鴨涌河 - 青茂口岸及聖德蘭學校 - 台山（台山街市） - 提督馬路（賈梅士商業中心） - 雅廉訪（幸運閣、雅廉花園） - 賈伯樂（培正中學） - 羅利老（盧廉若公園、得勝花園） - 塔石體育館 - 水坑尾及八角亭 |
| 澳巴 | 27 | ↺ 青洲   | 望廈         | - 跨境工業區 - 鴨涌河 - 青茂口岸 - 台山（李寶椿街、巴波沙） - 關閘總站 - 祐漢（看台街、中心街） - 黑沙環（衛生中心、東方明珠、裕華）                                                             |

## 鄰近公共運輸站
M208 青翠花園（Edf. Cheng Choi）
路線：8、8A、28B、29

## 外部連結
- 澳巴官方網站 （繁體中文） （页面存档备份，存于）